# Heinrich Lossow
Heinrich Lossow (né le 10 mars 1843 à Munich, en royaume de Bavière, mort le 19 mai 1897 à Schleissheim, royaume de Bavière) est un peintre allemand.

## Biographie

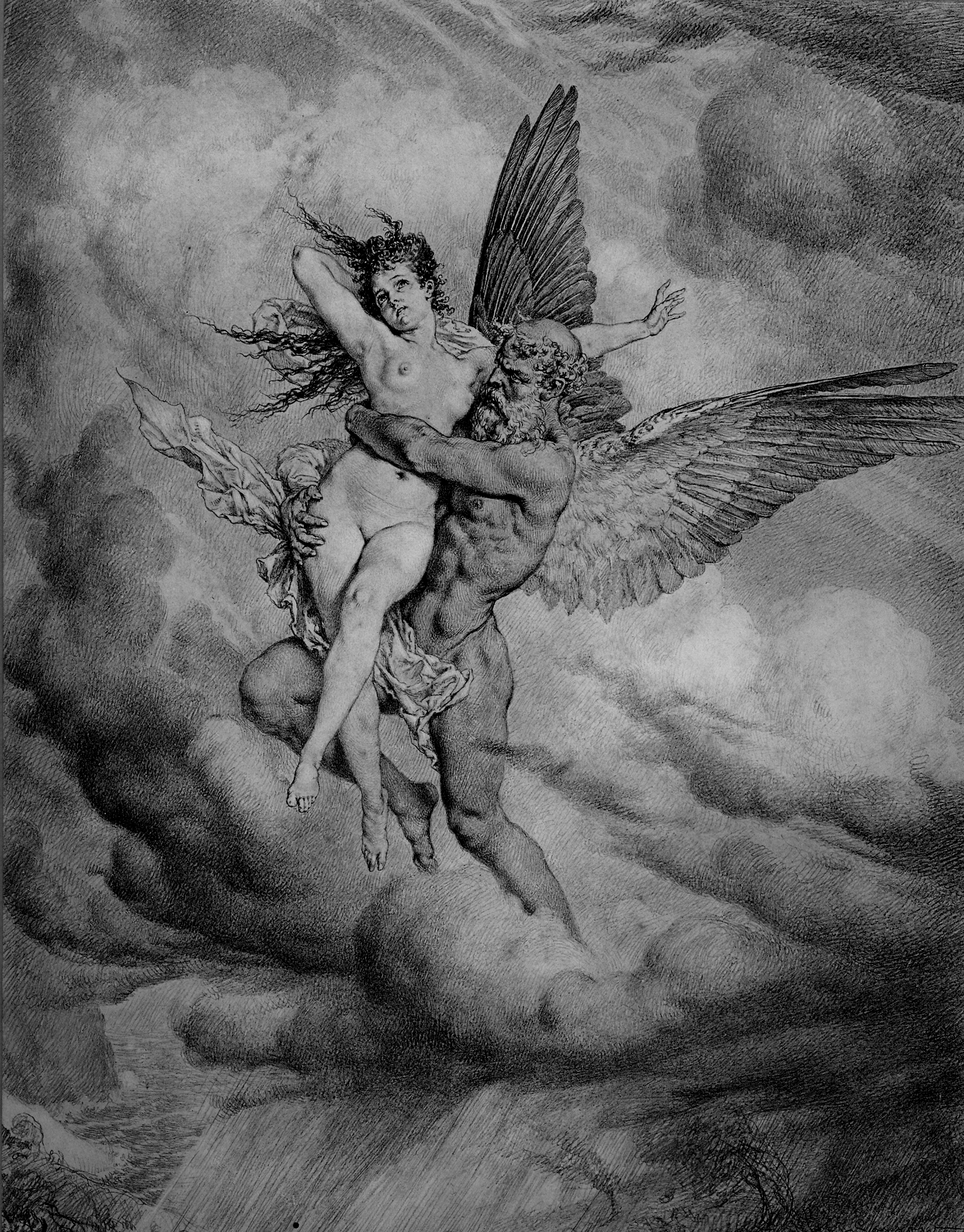
Boreas et Orithya, dessin de H. Lossow pour Les Métamorphoses, vers 1880.

Heinrich Lossow est le fils du sculpteur Arnold Hermann Lossow et le frère du peintre animalier Friedrich Lossow (de). Comme ce dernier, il fait ses études à l'académie des beaux-arts de Munich dans l'atelier de Piloty et s'est formé au cours de différents voyages. Peintre de genre, il puise son inspiration en grande partie dans le style rococo.
Parallèlement à sa carrière de peintre, Heinrich Lossow développa son art dans l'illustration. On lui doit les illustrations d'une édition des Joyeuses Commères de Windsor de Shakespeare.
Il est aussi l'auteur inspiré d'une production iconographique érotique (Métamorphoses, Le Triomphe de Cupidon...), voire pornographique, aujourd'hui très recherchée des amateurs. Son œuvre la plus scandaleuse, Le Péché, montre un moine ayant un rapport sexuel avec une nonne à travers la grille d'une église.
Lossow fut conservateur de la galerie de peinture de Schleissheim, près de Munich.

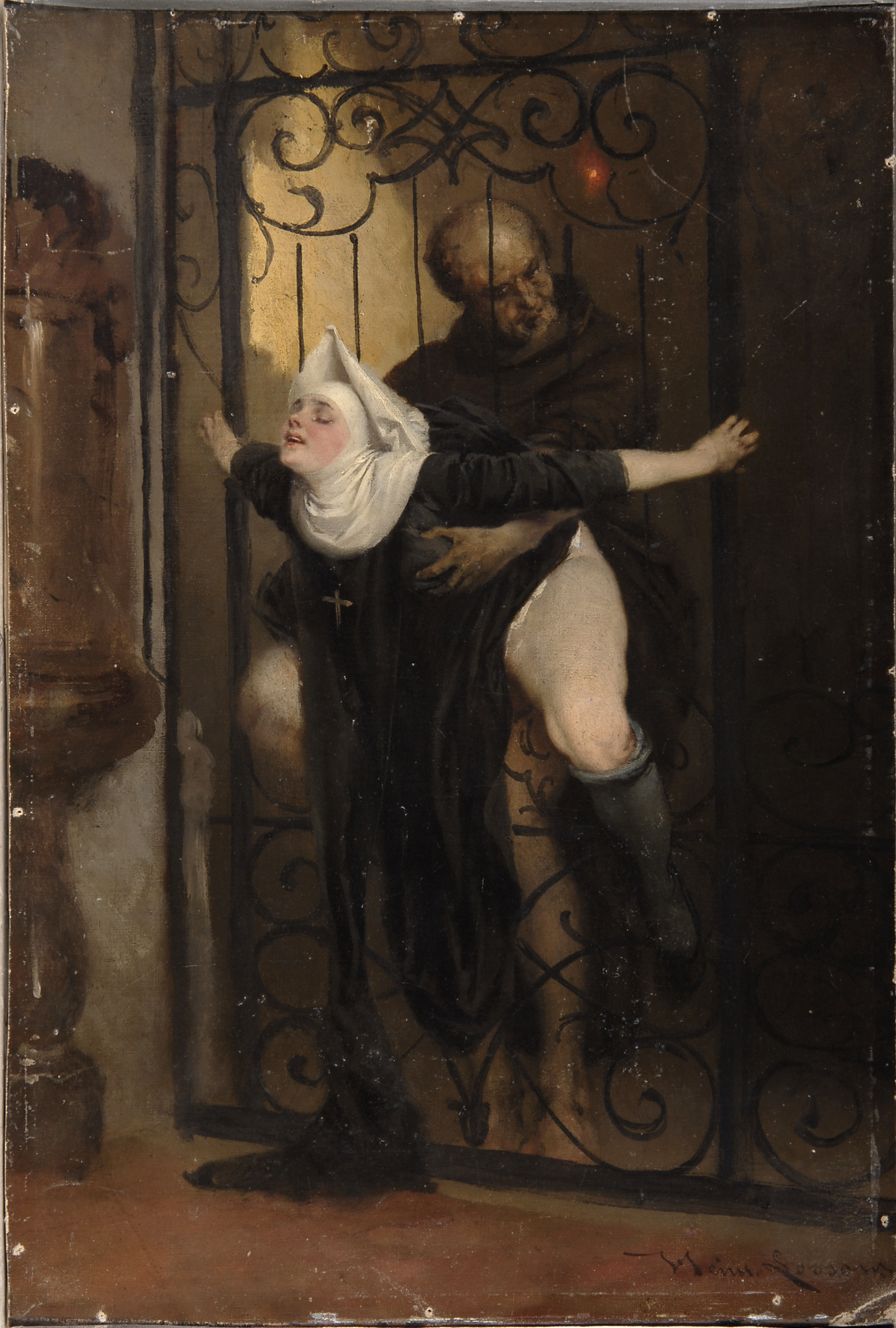
Peinture à l'huile Le Péché, vers 1880, sur le thème du Banquet des Châtaignes.

## Œuvres
Les plus connues sont :
- Souvenir (Erinnerung)
- Le Sphinx et le poète d'après Heinrich Heine
- Passe-temps musicaux (Musikalische Unterhaltung)
- Lune de miel (Flitterwochen)
- Le Boudoir (Die Putzmacherin)
- L'Étonnante Bergère (Die überraschte Schäferin).